# Crambidia pura
Crambidia pura är en fjärilsart som beskrevs av Bethune-Baker 1913. Crambidia pura ingår i släktet Crambidia och familjen björnspinnare. Inga underarter finns listade i Catalogue of Life.